# Csulút járás
Csulút járás (mongol nyelven: Чулуут сум) Mongólia Észak-Hangáj tartományának egyik járása. Területe 3900 km². Népessége kb. 3744 fő.
Székhelye Dzsargalant (Жаргалант), mely 127 km-re fekszik Cecerleg tartományi székhelytől.